# Ettore Bonora
Ettore Bonora (* 26. November 1915 in Mantua; † 5. April 1998 in Mailand) war ein italienischer Romanist, Italianist und Französist.

## Leben und Werk
Bonora (ursprünglich: Levi) studierte in Pisa (bei Luigi Russo, Giorgio Pasquali und Guido Calogero), sowie in Paris (bei Paul Hazard). Ab 1959 lehrte er an der Universität Turin, ab 1965 als Professor für italienische Sprache und Literatur.
Bonora war Herausgeber der Zeitschrift Giornale storico della letteratura italiana (1977–1998).
Er war Mitglied der Accademia dei Lincei (1997).

## Werke (Auswahl)
- Letterati, memorialisti e viaggiatori del Settecento, Mailand/Neapel  1951
- Gli Ipocriti di Malebolge ed altri saggi di letteratura italiana e francese, Mailand/Neapel, Ricciardi, 1953
- Lineamenti di storia della critica petrarchesca, Florenz 1953
- Le Maccheronee di Teofilo Folengo, Venedig  1956
- Stile e tradizione. Studi sulla letteratura italiana dal Tre al Cinquecento, Mailand 1960
- Interpretazione della Gerusalemme liberata, Turin 1961
- Aspetti della cultura dall'Arcadia all'Illuminismo. F. Algarotti e S. Bettinelli, Turin 1962
- Critica e letteratura nel Cinquecento, Turin  1964
- La poesia di Montale, 2 Bde., Turin 1966
- Retorica e invenzione. Studi sulla letteratura italiana del Rinascimento, Mailand  1970
- Storia della letteratura italiana, Turin 1976 (zahlreiche Auflagen)
- Le metafore del vero. Saggi sulle "Occasioni" di Eugenio Montale, Rom 1981
- Parini e altro Settecento. Fra classicismo e illuminismo, Mailand  1982
- Conversando con Montale, Mailand  1983
- Letteratura italiana. Istituzioni e percorsi didattici, Turin 1984
- Interpretazioni dantesche, Modena 1988
- Manzoni e la via italiana al realismo, Neapel 1989
- Montale e altro Novecento, Caltanissetta/Rom 1989
- Dall'Arcadia al Leopardi. Studi di letteratura italiana, Modena 1997

### Herausgebertätigkeit (Auswahl)
- (mit Mario Fubini) Antologia della critica letteraria, Turin 1952–1960
- Francesco De Sanctis, Saggio critico sul Petrarca, Bari 1954
- Opere di Francesco Algarotti e di Saverio Bettinelli, Mailand/Neapel 1960
- (mit Mario Fubini) Antologia della critica dantesca, 1966
- Giuseppe Parini, Opere, Mailand  1967
- (Hrsg. mit Mario Fubini) Pietro Metastasio, Opere, Mailand/Neapel, Ricciardi, 1968
- Alessandro Manzoni, I Promessi Sposi, Turin  1972
- Baldassare Castiglione, Il libro del Cortegiano, Mailand  1972
- Giovanni Pascoli, Poemi Conviviali, Alpignano  1975
- Giuseppe Baretti, Scritti, Turin 1976
- Dizionario della Letteratura Italiana, 2 Bde., Mailand 1977
- Battista Guarini, Il pastor fido, Mailand 1977
- Saverio Bettinelli, Lettere virgiliane e Lettere inglesi, Turin 1977
- Carlo Gozzi, Scritti, Turin 1977
- (mit Mario Fubini) L'opera per musica dopo Metastasio, Turin 1978
- Francesco Algarotti, Viaggi di Russia, Turin 1979
- (Hrsg. und Übersetzer) Alain, Pensieri sull'estetica, Mailand 1998
- Giambattista Casti, Melodrammi giocosi, Modena 1998